# Asociación Hamaika Bide

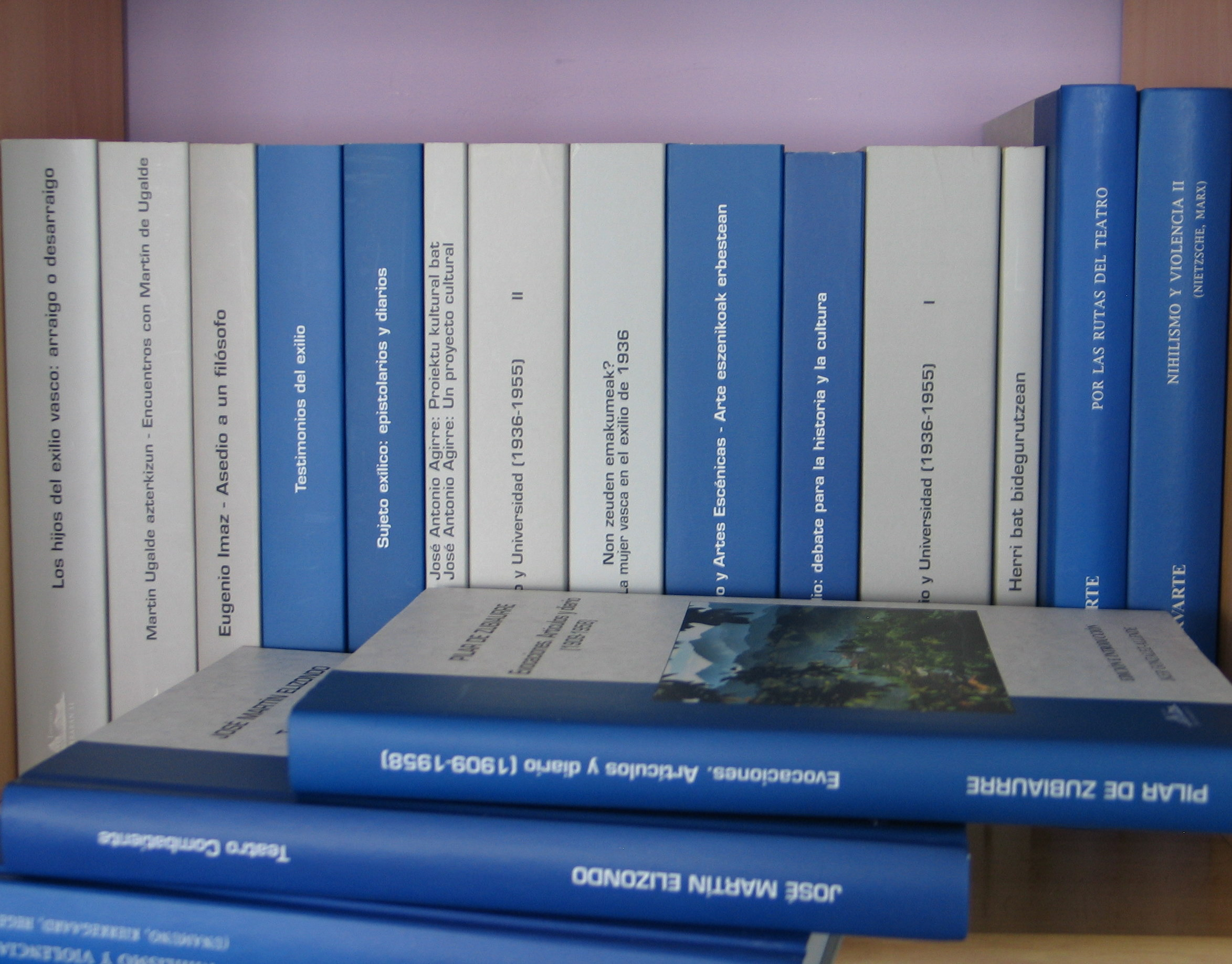
Algunas de las publicaciones propiciadas por Hamaika Bide.

La Asociación para el Estudio de los Exilios Vascos Hamaika Bide  nació oficialmente en el año 2000, si bien muchos de los miembros de la entidad habían colaborado especialmente en la organización del Congreso Internacional 60 Años Después, celebrado en 1999. En dicha asociación se integraban especialistas y profesores de los cuatro territorios vascos peninsulares así como conocidos representantes de la llamada diáspora vasca. El objetivo del grupo era estudiar los distintos exilios que ha conocido el pueblo vasco, comenzando por el de la guerra de 1936-1939. Tras el mencionado primer congreso, la asociación adoptó la decisión de celebrar un encuentro similar cada año. En relación con el nombre del grupo hay que señalar que el número once, "hamaika", es la expresión eusquérica que designa la infinitud, de forma que "hamaika bide" se puede traducir como infinidad de caminos; con ello se quiere expresar que los intelectuales del exilio recorrieron muy diversos caminos, ideológicos, personales, vivenciales, pero que todos son de interés para este grupo de estudio. Así, han sido objeto de sus trabajos tantos personalidades del nacionalismo como del republicanismo, socialistas, comunistas, anarquistas, incluso personas que inicialmente apoyaron el golpe militar y luego cambiaron de bando.

## Congresos organizados por la asociación
- 1999: "60 años después". En San Sebastián, Irún y Gernika.
- 2000: "Eugenio Imaz. Asedio a un filósofo". En San Sebastián.
- 2001: "Herri bat bidergurutzean. Euskal erbestea". En San Sebastián.
- 2002: "Objetivo Martín de Ugalde". En San Sebastián.
- 2003: "Los hijos del exilio vasco". En San Sebastián.
- 2004: "La mujer vasca en el exilio de 1936". En San Sebastián.
- 2005: "José Antonio Aguirre: un proyecto cultural". En Turtzioz.
- 2006: "El exilio: un concepto para el debate". En San Sebastián.
- 2007: "Exilio y Universidad". En San Sebastián y Bilbao.
- 2008: "Artes escénicas en el exilio". En San Sebastián y Guecho.
- 2009: "El exilio en primera persona". Bilbao y En San Sebastián.
- 2010: "Identidad e integración". San Sebastián.
- 2011: "Cine y exilio". San Sebastián.
- 2013: "Arte y exilio". San Sebastián y Bilbao.
- 2015: "Heterodoxias del exilio de 1936. La otra cara de la memoria histórica". Tolosa y San Sebastián.
- 2017: "Científicos y científicas del exilio". San Sebastián.
- 2019: Exilio y humanidades. Las rutas de la cultura. San Sebastián.
- 2021: "Mitos del exilio", San Sebastián.
- 2023: "Música y exilio", San Sebastián.

## Archivo de obras del exilio vasco
Se trata de un archivo a disposición de quien lo desee en el que se está tratando de recuperar las obras de exiliados y exiliadas que, en muchas ocasiones son de difícil acceso entre nosotros. Así, se ha recopilado buena parte de la obra de Aurora Arnaiz Amigo, Martin de Ugalde, Miguel de Amilibia, Juan Goyanarte, Cecilia García de Guilarte, Jon Bilbao Azcarreta entre otros.

## Actas publicadas
- Sesenta años después. Euskal erbestearen kultura''. Dos tomos. Coordinadores: José Ángel Ascunce, Iratxe Momoitio y Xabier Apaolaza. San Sebastián: Editorial Saturraran, 2001.
- Eugenio Ímaz: asedio a un filósofo. Coordinadores: José Ángel Ascunce y José Ramón Zabala Agirre. San Sebastián: Editorial Saturraran, 2002.
- Encuentros con Martín de Ugalde. Martin Ugalde azterkisun. Coordinadores: José Ángel Áscunce, Xabier Apaolaza y Marien Nieva. San Sebastián: Editorial Saturraran, 2003.
- Herri bat bidegurutzean. Coordinador: Xabier Apaolaza. San Sebastián: Editorial Saturraran, 2003.
- Los hijos del exilio vasco: arraigo o desarraigo. Coordinadores: José Ángel Ascunce y María Luisa San Miguel. San Sebastián: Editorial Saturraran, 2004.
- Jose Antonio Agirre. Proiektu kultural bat. Coordinadora: Edurne Muñoz. San Sebastián: Editorial Saturraran, 2007.
- Non zeuden emakumeak? La mujer vasca en el exilio de 1936. Coordinador: José Ramón Zabala Agirre. San Sebastián: Editorial Saturraran, 2007.
- Exilio y Universidad (1936-1955). Dos tomos. Coordinadores: José Ángel Ascunce, María Luisa San Miguel y Mónica Jato. San Sebastián: Editorial Saturraran, 2008.
- El exilio: debate para la historia y la cultura. Coordinador: José Ángel Ascunce. San Sebastián: Editorial Saturraran, 2008.
- Arte eszenikoak erbestean. Las artes escénicas en el exilio. Coordinadores: Iñaki Beti y Mari Karmen Gil Fombellida. San Sebastián: Editorial Hamaika Bidé, 2009.
- Sujeto exílico: memorias y diarios. Coordinador: Mercedes Acillona. San Sebastián: Editorial Hamaika Bidé, 2010.
- Testimonios del exilio. Coordinadora: Mercedes Acillona. San Sebastián: Editorial Hamaika Bidé, 2010.
- Exilio y cine. Coordinado por María Pilar Rodríguez. Bilbao: Deusto Digital, 2012. ISBN 978-84-9830-364-3.
- Exilio e identidad. Coordinadora: Mercedes Acillona. San Sebastián: Ediciones Hamaika Bidé, 2014. ISBN 978-84-616-9478-5.
- Arte eta erbestea (1936-1960). Arte y exilio (1936-1960). Coordinadora:Carolina Erdocia. San Sebastián: Hamaika Bidé, 2015. 586 pp. ISBN 978-84-606-9846-3.[1]
- Espacios de la heterodoxia del exilio. Erbestealdiko heterodoxiaren espazioak. Coordinadora: Larraitz Ariznabarreta. San Sebastián, 2016. 553 pág. ISBN 978-84-617-8883-5.
- Científicos y científicas en el exilio de 1936-1939. Zientzialariak 1936-1939ko erbestealdian. Coordinadores: Mari Karmen Gil Fombellida y José Ramón Zabala Agirre. San Sebastián, 2018. 543 pág. ISBN 978-84-09-08521-7.
- Exilio y humanidades. Las rutas de la cultura. Ochenta años despues. Coordinadoras: Carmen Gil Fombellida y Larraitz Ariznabarreta. San Sebastián, 2021. 411 pág. ISBN 9 788409 361366.
- 1936-1939 gerrako erbestearen mitoak. Los mitos del exilio 1936-1939. 362 pp. Coordinadores: Carmen Gil Fombellida y José Ramón Zabala Agirre. ISBN 978-84-09-56231-2.[2]
- José Ángel Ascunce (1946-2020). Una aventura intelectual. 198 pp. Coordinadores: Carmen Gil Fombellida y José Ramón Zabala Agirre. I.S.B.N.: 978-84-09-68118-1.[3]

## Publicación de obras del exilio y sobre el exilio
- Cecilia García de Guilarte: Un barco cargado de... y Trilogía dramática
- Ildefonso Gurrutxaga: Reflexiones sobre mi país y Aprendamos nuestra historia
- José Martín Elizondo:Teatro combatiente
- Cástor Narvarte: Nihilismo y violencia (dos tomos)
- Eduardo Ugarte: Por las rutas del teatro
- Arantzazu Ametzaga: Memorias de Montevideo
- Pilar de Zubiaurre: Evocaciones. Artículos y diario
- Kepa de Derteano:En el surco de la tierra y Quiero acabar con la guerra de mi padre
- Ramón de Ertze Garamendi: Suma y resta y La marcha del mundo
- María Luisa San Miguel: Nortasuna eta integrazioa. Euskal erbesteko ahotsak / Identidad e integración: Voces del exilio vasco. San Sebastián: Hamaika Bide, 2013. ISBN 978-84-616-4252-6.